# Basilique Sainte-Julie de Bonate Sotto
La basilique Sainte-Julie est une basilique religieuse médiévale située dans la ville de Bonate Sotto, dans la province italienne de Bergame, en Lombardie. Bâtie au XIIe siècle, seule son abside demeure aujourd'hui.

## Histoire
D'après une légende locale, elle aurait été fondée par Julie de Corse ou par la reine lombarde Théodelinde de Bavière.
Elle est mentionnée dans une lettre du pape Honorius II comme l'église qui n'a pas encore été consacrée. Une abbaye l'avait pour siège et l'a abandonnée au XIVe siècle.

## Architecture
L'église avait un plan basilical, avec une nef et deux bas-côtés avec trois absides ; l'intérieur était divisé en cinq travées, dont seule la dernière demeure. L'emplacement, sans le plafond, est maintenant un cimetière. L'abside centrale a été décorée de fresques en 1795 par les peintres suisses Baldassarre et Vincenzo Angelo Orelli (it).
On remarque notamment les chapiteaux sculptés, avec des figures géométriques, animales ou humaines, tandis que la décoration extérieure résiduelle comprend des petites colonnes et des bandes lombardes.